# Atriplex parviflora
Atriplex parviflora är en amarantväxtart som beskrevs av Ernst Gottlieb von Steudel. Atriplex parviflora ingår i släktet fetmållor, och familjen amarantväxter. Inga underarter finns listade i Catalogue of Life.